# Australian Geographer
Australian Geographer (The Australian Geographer jusqu'en 1975) est une revue scientifique trimestrielle à comité de lecture publiée par la Geographical Society of New South Wales depuis 1928. Consacrée à la géographie, en particulier celle de l'Australie, elle est éditée par Taylor & Francis.

### Documentation
- Don Biddle et Graeme Aplin, « The Australian geographer, 1928–1996—and beyond », Australian Geographer, vol. 27, no 1,‎ 1996, p. 5-8 (DOI 10.1080/00049189608703153).